# 笠間中央公園遺跡
笠間中央公園遺跡（かさまちゅうおうこうえんいせき）は、神奈川県横浜市栄区笠間二丁目にある複合遺跡。笠間中央公園の造成時に発見された。

## 概要
同遺跡は、大船駅より北東に900メートル離れた、周囲を平野に囲まれた小山に位置する。この小山の上は比較的平らで、公園整備ための工事の過程で遺跡の存在が発見、確認された。1992年（平成4年）6月、1999年（平成11年）3月、1999年（平成11年）8月～2000年（平成12年）3月に、あわせて約4000平方メートルの敷地が発掘され、弥生時代から鎌倉・室町時代頃にいたるまで、複数の時代の遺跡が検出された。
約2000年前の弥生時代中期に方形周溝墓群（墓地）が造られ、同時代後期からはムラが形成され、竪穴建物や掘立柱建物などが多く建てられた。ムラは古墳時代前期と後期、また奈良・平安時代にも形成された。

## 鎌倉道の発見
調査区の北西部からは「道路」の跡が見つかった。道路は調査区内で長さ約43メートル分が見つかり、幅10メートル弱の南北に軸をもつ直線道で、路面の土は踏みしめられて固まっていた（硬化面という）。硬化面の下には「波板状凹凸遺構」という中世（鎌倉時代から安土桃山時代）の道路に特徴的な遺構も見つかった。このことから、この道路跡は、鎌倉時代に北関東や奥州方面から鎌倉に向かっていた「鎌倉道」と考えられた。
鎌倉道は「上の道」「中の道（吉田道）」「下の道」の3道があったという。『吾妻鏡』によると、仁治元年（1240年）10月10日に鎌倉幕府執権北条泰時が「中の道（吉田道）」の新道（新中の道 山内道路）を建設するよう指示しており、発掘で見つかった道はこの「山内道路」と考えられるという。

## 参考資料
- 横浜市ふるさと歴史財団埋蔵文化財センター（編）「埋文よこはま」（PDF）第2号、埋蔵文化財センター、2000年12月15日、2020年8月9日閲覧。
- 栄の歴史編集委員会 編『栄の歴史』栄区地域振興課、2013年5月。

## 関連文献
- 埋蔵文化財センター『笠間中央公園遺跡発掘調査報告』2003年（平成15年）発行